# Rainbow Point
Rainbow Point est un sommet montagneux américain dans le comté de Kane, dans l'Utah. Il atteint 2 778 mètres d'altitude sur le plateau du Colorado. Il est protégé au sein du parc national de Bryce Canyon, dont il est le point culminant.
Au sommet se trouve le Rainbow Point Comfort Station and Overlook Shelter, un ensemble de bâtiments inscrit au Registre national des lieux historiques depuis le 25 avril 1995.